# السنبلاوين
السنبلاوين هي مدينة تقع في جنوب شرق محافظة الدقهلية، في جمهورية مصر العربية وهي قاعدة مركز السنبلاوين، تتصل المدينة بخط السكة الحديد المار من الزقازيق إلى المنصورة.

## التاريخ

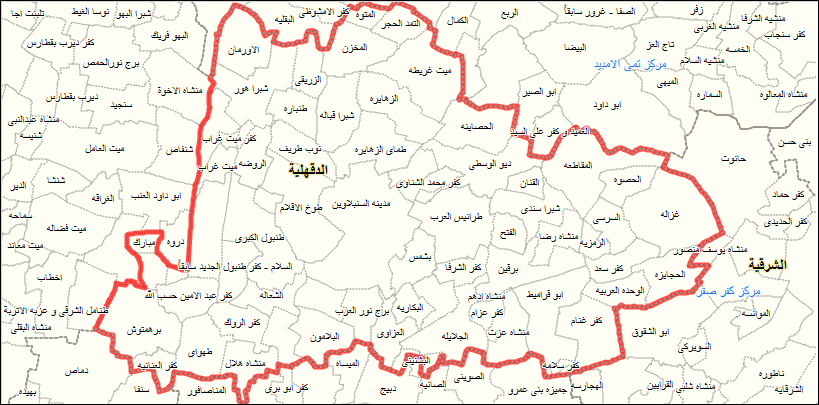
مركز السنبلاوين

مدينة السنبلاوين أصلها قرية قديمة وردت باسم «السنبلاوين» في أعمال الشرقية ضمن قرى الروك الصلاحي التي أحصاها ابن مماتي في كتاب قوانين الدواوين، كما وردت باسم «السنبلاوين» من أعمال الدقهلية والمرتاحية ضمن قرى الروك الناصري التي أحصاها ابن الجيعان في كتاب «التحفة السنية بأسماء البلاد المصرية» وفي تحفة الإرشاد من أعمال الشرقية. جعلت في العهد العثماني قاعدة لخطٍ باسمها ثم جعلت قاعدة لقسم السنبلاوين المنشئ في سنة 1826 ثم تغير اسمه إلى مركز وهو القائم حتى اليوم. نشبت حريق في المدينة في يوم 12 مايو 1902م التهمت ناره نحو 484 منزلًا وقُدرت الخسائر بنحو 60 ألف جنيه. ذكرت المصادر وقوع إضراب عام بالمدينة يوم 29 نوفمبر ضمن أحداث ثورة 1935 احتجاجا على تصريحات الإنجليز وتصرفاتهم.

## الجغرافيا
تقع المدينة على الترعة البوهية، شهدت المدينة تغيرات عمرانية ملحوظة على مدار العقود الماضية. فقد ارتفعت مساحتها الحضرية من 3.45 كيلومتر مربع إلى 6.58 كيلومتر مربع في الفترة من عام 1998 إلى 2018. جاء التوسع العمراني على حساب الأراضي الزراعية، مما زاد من ظاهرة الجزر الحرارية الحضرية بالمدينة.

## السكان
بلغ عدد سكان المدينة 126,645 نسمة في تقدير يوليو 2024 منهم 51,786 ذكر و51,438 أنثى.
| السنة | عدد السكان | السنة | عدد السكان |
| ----- | ---------- | ----- | ---------- |
| 1882  | 4983       | 1986  | 60,159     |
| 1897  | 9201       | 1996  | 72,712     |
| 1927  | 17,883     | 2006  | 87,660     |
| 1947  | 23,839     | 2017  | 108,395    |
| 1960  | 36,501     | 2024  | 126,645    |
| 1976  | 49,246     |       |            |